# Groupe Gascogne
Gascogne (aussi appelé Groupe Gascogne) est une entreprise industrielle landaise spécialisée dans la fabrication de papiers et d'emballages. Elle est cotée à la Bourse de Paris.
Créé en 1925 au cœur de la forêt des Landes, Gascogne est  aujourd'hui un groupe industriel intégré dans l’ensemble de la chaîne Bois-Papier-Emballage.
Premier opérateur multi-spécialiste de la valorisation du bois en France, le groupe landais est aussi le 1er producteur mondial de papier kraft naturel frictionné, le 3ème producteur européen de sacs industriels et grand public, et parmi les principaux fabricants européens de complexes multicouches d’emballage et de protection, notamment dans le secteur alimentaire. Il a réalisé 411 millions d’euros de chiffre d’affaires en 2023 et emploie environ 1 375 personnes.
Fin 2018, Gascogne dispose de 16 sites de production dans le monde.

## Histoire

### Fondation en 1925
Voir article détaillé : Gascogne Papier
L'entreprise "Papeteries de Gascogne" est fondée en 1925 par des propriétaires forestiers désireux de valoriser leur bois en fabriquant du papier kraft et des sacs d’emballage. Ce groupement est réalisé à l'initiative de Emmanuel Delest, adjoint au maire de Mimizan et de son beau-frère Alphonse Bacon, notaire à Labouheyre. Le sénateur Cadilhon joue aussi un rôle important. Les banques régionales apportent un soutien décisif. Les fondateurs veulent produire du papier kraft, comme cela se fait déjà aux États-Unis et au Canada. L'activité débute en mai 1925 à Mimizan.

### Grave crise financière de 2012-2014
En juillet 2012, le Groupe Gascogne passe près du dépôt de bilan. Durement touché comme d'autres par la crise de la papeterie, il accuse un lourd endettement. L’actionnaire principal de l’entreprise à l’origine détenue par des Landais est la holding financière EEM (Électricités et Eaux de Madagascar) qui se révèle un mauvais gestionnaire de la crise.
Son sauvetage se réalise en 2014 grâce à l’arrivée dans son capital de deux industriels landais, Biolandes, entreprise familiale, créée par Dominique Coutière, basée à Le Sen, produisant des huiles essentielles et DRT (Dérivés Résiniques et Terpéniques) basée à Dax (usines à Castets, Lesperon et Vielle-Saint-Girons) spécialisée dans les dérivés du pin (chimie, parfumerie et cosmétique). Elles  entrent au capital de Gascogne avec l'aide de l'État, à travers la Banque publique d'investissement (BpiFrance), et du groupe Crédit Agricole par l'intermédiaire de la holding ATTIS 2.
La sortie de cette situation critique a été suivie de près par le Comité interministériel de restructuration industrielle (CIRI). Le projet industriel et commercial, outre la restructuration de la dette, investit dans une chaudière biomasse pour alléger les coûts énergétiques et dans une ligne de fabrication de pellets (granulés de bois) ainsi que dans une ligne de coupe-aboutage.

### Recomposition de l'actionnariat en 2023
À la suite de la décision de non-lieu au dépôt obligatoire d’un projet d’offre publique visant les actions de Gascogne prise par l'AMF, DRT et Bpifrance ont cédé le 15 mars 2023 l’intégralité de leur participation respective au sein d’Attis 2, au profit de Biolandes Technologies, d’IDIA Capital Investissement, et de Crédit Mutuel Equity, nouvel actionnaire d’Attis 2. La recomposition actionnariale n’a aucun impact sur la participation directe d’Attis 2 dans Gascogne, qui reste inchangée et ne remet pas en cause la cotation du titre Gascogne sur le marché Euronext Growth Paris.

### Augmentation de capital de 2024
Gascogne annonce la réalisation de son augmentation de capital avec maintien du droit préférentiel de souscription (DPS) des actionnaires d’un montant brut de 20 937 215€.
La totalité du produit de l’Augmentation de Capital renforcera les fonds propres de Gascogne et permettra de financer une partie du projet d’acquisition de la nouvelle machine à papier sur le site de Mimizan, à hauteur de 21 M€, dont 10 M€ ont déjà été apportés par Attis 2 sous forme d’avance en compte courant fin 2023 (et seront convertis en capital lors de cette Augmentation de Capital) et le solde de 11 M€ qui sera apporté par la réalisation de l’Augmentation de Capital.
Cette nouvelle machine à papier remplacera 3 des 4 machines à papier existantes. Outre l’acquisition d’une nouvelle machine à papier, les fonds de l’Augmentation de Capital seront affectés au financement de la construction d’un bâtiment destiné à recevoir la nouvelle machine à papier, et d’un bâtiment logistique pour accueillir des équipements neufs de découpe et d’emballage des bobines de papier ainsi qu’une zone de stockage.
A l'issue de cette augmentation de capital le concert d'actionnaires composé d'ATTIS 2 SAS et de Biolandes Technologies représente 86,11% du capital.

## Actionnaires
| Nom                    | Actions    | % (capital) |
| ATTIS 2 SAS.           | 27 329 744 | 72,53%      |
| Biolandes Technologies | 5 119 328  | 13,59%      |
| Sous-total concert     | 32 449 072 | 86,11%      |
| Gascogne SA            | 40 206     | 0,11%       |
| Autres actionnaires    | 5 193 000  | 13,78%      |
| Total                  | 37 682 278 | 100,00%     |

Mise à jour 14 mars 2025.

## Présentation
Parmi ses filiales réorganisées en deux divisions 2014, on trouve :
- Division Bois comprenant la filiale :
  - Gascogne Bois (anciennement, Gascogne Wood Products dans laquelle avaient été fusionnées les sociétés Forestière de Gascogne et Allwood France).
- Division  Emballage comprenant les filiales :
  - Gascogne Papier (anciennement, Gascogne Paper et avant les Papeteries de Gascogne) ;
  - Gascogne Sac (anciennement, Gascogne Sack)
  - Gascogne Flexible (anciennement, Gascogne Laminate)

La production se répartit en 16 sites : 
- pour l'activité Bois : à Escource (scierie), Saint-Symphorien (scierie et bois usinés), Castets (scierie), Lévignacq (bois usinés), Sore (plate-forme de stockage) , Gaillac (palette, caisserie) et Liège (Belgique) ;
- pour l'activité Papier : à Mimizan, Saint-Junien, Barcelone (Espagne) et Atlanta (Etats-Unis) ;
- pour l'activité Sac : à Mimizan, Wieda (Allemagne), Chalkida (Grèce) et Radès (Tunisie) ;
- pour l'activité Flexible : à Dax et Linnich (Allemagne)

## Données financières
Chiffre d'affaires 2023 : 411,2 millions d'euros
Résultat net consolidé 2023 : 9,6 millions d'euros